# Garbarino
Garbarino S.A. es una compañía argentina que se dedica principalmente a la comercialización de artículos para el hogar, electrodomésticos, electrónica e informática. En el año 2018 trasladó su sede administrativa a la localidad de Munro, provincia de Buenos Aires. Antes de su cierre y posterior reapertura en el año 2021, Garbarino tuvo más de 200 sucursales, la primera de ellas estuvo ubicada en la calle Uruguay de la Capital Federal en 1951.

## Historia
Fue fundada en 1951 por la familia Garbarino como un negocio dedicado a vender discos de pasta y combinados en la calle Uruguay 552 de Buenos Aires, actualmente funciona allí una sucursal. Durante muchos años fue la principal empresa de venta de electrodomésticos y artículos electrónicos. Llegó a tener más de 240 sucursales en todo el país y a emplear a 4.500 personas, con el 25% de la participación del mercado en su rubro. Su capacidad de adaptación y anticipación a las demandas de los consumidores hizo que se convirtiera en un referente del sector: implementó la venta telefónica en 1995 y por Internet en 1999. Habiendo prosperado su posición competitiva durante la crisis del Tequila en 1995 con la incorporación de dos nuevos locales, y con el objeto de beneficiarse, Garbarino incrementó su tasa de expansión abriendo cinco sucursales en 1996 y ocho más en 1997. En 1997, se inaugura un nuevo edificio de oficinas, donde se establecieron las dependencias de la administración central. En 1998 se inauguraron seis nuevas sucursales, ampliando la base de clientes y aprovechando mejor los costos fijos.
Luego de la crisis de diciembre de 2001, a partir del último cuatrimestre del 2002 comenzó a ser significativo el crecimiento de las ventas, impulsadas por la gradual satisfacción de la demanda retrasada y también por condiciones favorables que surgían de acuerdos entre bancos y cadenas comerciales, continuando de manera sostenida hasta la actualidad, mostrando cada año niveles notablemente superiores. A partir del año 2005 decide invertir en un proyecto industrial en la provincia de Tierra del Fuego. La demanda de nuevos productos tecnológicos como los DVD, home theater, televisores LCD, refrigeradores "no frost" y netbooks, entre otros, permitieron una nueva expansión de la cadena, de modo que entre los años 2007 y 2012 abrió 35 sucursales nuevas.
En los últimos años se ha potenciado a través de sus grandes campañas publicitarias, entre ellas una en la que en 2011 participó el actor estadounidense Christopher Lloyd de la película Back to the Future y a su catálogo en línea.

## Crisis y cierre
En febrero de 2019 comienza a demorarse el pago de sueldos a sus empleados.
En agosto de 2019 renegocia su deuda con bancos e incorpora nuevos rubros de venta. En 2019 la empresa entró en crisis a comienzos de año cerrando decenas de sucursales y comenzando a pagar los sueldos en cuotas, mientras buscaba reestructurar sus pasivos. A raíz de la crisis económica del año 2019 junto a otras grandes empresas nacionales como Molinos Cañuelas, 
Fate, Lácteos Verónica, La Suipachense, Carrefour, Zanella, que dieron grandes pérdidas operativas de Arcor, Molinos Río de la Plata y Mastellone. Muchas de ellas,
entre ellas Garbarino, entraron  en procedimientos preventivos de crisis, retiros voluntarios y despidos, achicamiento de horas de trabajo, quiebras y cierres de locales

En 2020 Garbarino vende sus acciones al empresario Carlos Rosales, dueño del grupo asegurador Prof, quien fue dirigente de San Lorenzo y funcionario bonaerense durante la gobernación de Daniel Scioli.
En mayo de 2021 cierra sucursales y aumenta el atraso en el pago de sueldos.
El día 12 de noviembre de 2021 cierra todos sus locales y despide a más de 1800 empleados sin pagar Indemnizaciones  .

## Reapertura
En diciembre de 2021 se reabrieron 5 locales, en octubre de 2022 solo funcionaban 4 locales en todo el país, 3 en la Ciudad de Buenos Aires y uno en el Gran Buenos Aires.